# Yeison Colomé
Yeison Yan Colomé (La Romana, República Dominicana, 27 de noviembre de 1996) es un baloncestista dominicano. Con una altura de 1,93 metros, juega en la posición de escolta.

## Trayectoria.
Fue elegido en el draft en el 2015 y debutó en la liga profesional de la República Dominicana jugando para los Cañeros del Este en la temporada 2018. En su debut profesional fue galardonado con el premio al Mejor Sexto Hombre en el 2019 de la competición y terminó en segundo lugar en las votaciones para el Novato del Año. 
En octubre de 2020 firma con el Sagrado Corazón Lithium Ibérica, club de la Liga EBA española con sede en Cáceres. Terminó la temporada 2020/21 como máximo anotador de toda la competición con una media de 28.2 puntos, además de promediar 7.4 rebotes, 3.3 asistencias y 3.4 recuperaciones en los 18 partidos que disputó.
A finales de abril de 2021 se incorpora al Cimarrones Caribbean Storm para disputar siete partidos de la Liga profesional colombiana (DPB), en los que promedia 23.2 puntos, 7 rebotes y 3.8 asistencias. También participa en la serie final del Torneo de Puerto Plata (República Dominicana) formando parte de la plantilla de los Mellizos del Sur, antes de incorporarse a los Cañeros del Este para iniciar la preparación previa a la temporada 2021.
En febrero de 2023 se anunció su incorporación a los Marinos de Anzoátegui de la Superliga Profesional de Baloncesto de Venezuela. Terminó la fase regular de la temporada como el máximo anotador del certamen, sin embargo, dado que su equipo no clasificó a los playoffs, partió para Indonesia para jugar dos meses allí como parte del Dewa United de la IBL. Luego regresó a su país y jugó en diversos torneos locales con varios equipos. 

## Selección nacional
Colomé disputó la FIBA AmeriCup de 2022 con la selección de baloncesto de República Dominicana. 